# Kraskowe
Kraskowe, kraskowate (Coraciiformes) – rząd ptaków z podgromady Neornithes.

## Zasięg występowania
Rząd obejmuje gatunki o zróżnicowanym trybie życia, zamieszkujące cały świat poza rejonami okołobiegunowymi (większość w strefie międzyzwrotnikowej).

## Cechy charakterystyczne
Kraskowe to ptaki zróżnicowane pod względem trybu życia i morfologii. Zazwyczaj prowadzą nadrzewny, rzadko naziemny tryb życia, najczęściej zamieszkują w pobliżu zbiorników wodnych, tylko niektóre gatunki żyją w środowiskach otwartych: na pustyniach, półpustyniach, stepach. Kraskowe są zróżnicowane między sobą pod względem kształtu i rozmiaru dzioba oraz budowy nóg, które mogą być czteropalczaste lub trójpalczaste. W zależności od gatunku są one także małe lub duże i silne. Dymorfizm płciowy nie występuje lub jest słabo zaznaczony. Długość ciała zależnie od gatunku wynosi od 9 do 48 cm, masa ciała od 4,3 do 465 g.

## Rozród
- gniazdo w norze, dziupli lub szczelinie
- jaja zazwyczaj białe
- gniazdowniki
- pisklęta ślepe i nagie (rzadko pokryte skąpym puchem)
- oboje rodzice zajmują się potomstwem.

## Odżywianie się
Odżywiają się pokarmem różnorodnym – od mięsożernych po wszystkożerne. Gatunków wyłącznie owadożernych nie ma.

## Ochrona
Zagrożeniem dla kraskowych jest przede wszystkim niszczenie ich środowiska naturalnego przez człowieka. Niektóre gatunki są uważane przez człowieka za szkodniki, przez co są przez nich tępione. Wszystkie występujące w Polsce kraskowe są objęte na jej terenie ochroną ścisłą.

## Systematyka
Do rzędu zaliczane są następujące rodziny:
- Nadrodzina: Coracioidea Rafinesque, 1815
  - Meropidae Rafinesque, 1815 – żołny
  - Coraciidae Rafinesque, 1815 – kraski
  - Brachypteraciidae Bonaparte, 1854 – ziemnokraski
- Nadrodzina: Alcedinoidea Rafinesque, 1815
  - Todidae Vigors, 1825 – płaskodziobki
  - Momotidae G.R. Gray, 1840 – piłodzioby
  - Alcedinidae Rafinesque, 1815 – zimorodkowate